# الیمینیشن چیمبر (۲۰۲۰)
الیمینیشن چیمبر (به انگلیسی: Elimination Chamber) یک رویداد غیر رایگان (Pay-Per-View) در کشتی حرفه‌ای است که توسط کمپانی دبلیودبلیوئی و برای دو برند راو و اسمک‌داون تهیه می‌شود که این دوره‌اش هم در ۸ مارس ۲۰۲۰ و در ولس فارگو سنتر شهر فیلادلفیا، ایالت پنسیلوانیا برگزار شد. این دهمین رویداد الیمینیشن چیمبر بود.

## زمینه‌سازی
الیمنیشن چیمبر شامل مسابقاتی بین دشمنی‌های موجود، ماجراهای پیش آمده و استوری‌هایی خواهد بود که پیش از این در برنامه‌های را و اسمَک‌دَون پخش شده بود. کشتی‌گیرها با توجه به مسابقات یا سری اتفاقاتی که برایشان رخ می‌دهد و تنش را به حداکثر می‌رساند، نقش منفی یا قهرمان به خود می‌گیرند و در این رویداد به مسابقه و رقابت می‌پردازند.

## نتایج
| #                                                                                                 | نتایج | نوع مسابقه | مدت زمان |
| ------------------------------------------------------------------------------------------------- | --- | --- | -------- |
| ۱پ                                                                                                | د وایکینگ ریدرز (اریک و آیوار) پیروز در مقابل کرت هاوکینز و زک رایدر | مسابقه تگ تیم | 4:50     |
| ۲                                                                                                 | دنیل برایان پیروز در مقابل درو گولاک با تسلیم فنی | مسابقه تک نفره | 14:20    |
| ۳                                                                                                 | آندراده (c) (با همراهی زلینا وگا) پیروز در مقابل هومبرتو کارلیتو | مسابقه تک نفره برای قهرمانی ایالات متحده دبلیودبلیوئی                                                                                           | 12:20    |
| ۴                                                                                                 | د میز و جان ماریسون (c) پیروز در مقابل د نو دی (بیگ ای و کوفی کینگستون)، د اوسوز (جی اوسو و جیمی اوسو)، ماشین های سنگین (اوتیس و تاکر), لوچا هوس پارتی (گرن متالیک و لینس دورادو) و دالف زیگلر و رابرت رود | مسابقه قفس الیمینیشن چیمبر حذفی تگ تیم برای قهرمانی تگ تیم اسمک‌داون دبلیودبلیوئی                                                                | 32:55    |
| ۵                                                                                                 | آلیستر بلک پیروز در مقابل ای جی استایلز (با همراهی لوک گالوز و کارل اندرسون) | مسابقه بدون رد صلاحیت | 23:15    |
| ۶                                                                                                 | د استریت پروفیتس (آنجلو داوکینز و مانتز فورد) (c) پیروز در مقابل سث رالینز و مورفی (با همراهی آکام و ریزار)                                                                                                | مسابقه تگ تیم برای قهرمانی تگ تیم راو دبلیودبلیوئی                                                                                              | 18:30    |
| ۷                                                                                                 | سمی زین، شینسکه ناکامورا، و سزارو پیروز در مقابل براون استرومن (c) | مسابقه هندیکپ یک به سه برای قهرمانی بین قاره‌ای دبلیودبلیوئی از آنجایی که سمی زین استرومن را پین کرد، سمی زین قهرمان جدید کمربند بین قاره ای شد. | 8:30     |
| ۸                                                                                                 | شینا بیزلر پیروز در مقابل ناتالیا، لیو مورگان، آسکا، روبی رایت و سارا لوگان با تسلیم | مسابقه قفس الیمینیشن چیمبر حذفی برای به دست آوردن حق مسابقه بر سر کمربند زنان راو در رسلمانیا ۳۶                                                | 21:00    |
| - (c) – نشان‌دهنده قهرمان(هایی) است که به میدان می‌روند - پ – نشان‌دهنده این است که مسابقه در پری–شو | | |          |